# Érd
Érd er en by i det centrale Ungarn med 71.338(2024) indbyggere. Byen ligger i provinsen Pest, så tæt på hovedstaden Budapest, at den ofte regnes som en forstad til denne.